# 鹿児島県道35号永吉入佐鹿児島線
鹿児島県道35号永吉入佐鹿児島線（かごしまけんどう35ごう ながよしいりさかごしません）は、鹿児島県日置市から鹿児島市に至る県道（主要地方道）である。

## 概要
日置市吹上町永吉より鹿児島市立松元中学校までの区間は全体的に交通量が少ないため道路整備が他の区間よりも遅れており、この区間のほとんどが歩道は整備されていない。
松元中学校より春山町までの区間は交通量がとても多く、この区間は松元中学校の生徒が自転車通学の通学路として利用されているが、歩道の整備はされていない箇所が多い。また、この区間は日置市から、鹿児島市内への通勤ルートとしても利用される。春山町より山田交差点までの区間は鹿児島県道210号小山田谷山線との重複区間となっており交通量が多い。
また、鹿児島本線のアンダーパスである城ケ平トンネルは新川よりも低い位置にあり、20 cm以上の冠水で通行止め規制が行われる。

### 路線データ
- 陸上距離 : 30.086 km[1]
- 始点 : 日置市吹上町永吉（永吉交差点、国道270号交点）
- 終点 : 鹿児島市武町（現在は武三丁目）（鹿児島県道24号鹿児島東市来線交点）
- 主な経由地 : 鹿児島市入佐町
- 路線認定日 : 1958年（昭和33年）11月1日[3]

## 歴史
現在の県道35号の路線は1882年（明治15年）の「鹿児島県地誌」で確認できるものとして、現在の鹿児島市山田町から旧松元町までの区間が「伊集院往還」として里道一等に属していたとされる。
1920年（大正9年）に上伊集院村大字入佐（現在の鹿児島市入佐町）から鹿児島市が県道入佐鹿児島線として認定され、1926年（大正15年）に上伊集院村大字入佐から永吉村大字永吉（現在の日置市吹上町永吉）にあった南薩鉄道枕崎線（のちの鹿児島交通枕崎線、1984年（昭和59年）廃止）の永吉駅までの区間が県道入佐永吉停車場線として認定された。1958年（昭和33年）にこの2路線のうち鹿児島県道298号永吉停車場線（現在は廃止）として認定された鹿児島県道6号鹿児島伊集院枕崎線（国道270号の前身）から永吉駅までの区間を除く全区間が鹿児島県道205号永吉入佐鹿児島線として認定された。

### 年表
- 1920年（大正9年）4月 - 上伊集院村大字入佐・鹿児島市間が県道入佐鹿児島線として認定される[5]。
- 1926年（大正15年）1月 - 上伊集院村大字入佐・永吉村大字永吉の永吉駅間が県道入佐永吉停車場線として認定される[5]。
- 1958年（昭和33年）11月1日 - 県道入佐鹿児島線の全線と県道入佐永吉停車場線の一部の区間が鹿児島県道永吉入佐鹿児島線として認定される[5][3]。
- 1972年（昭和47年）8月2日 - 路線番号決定公告により、永吉入佐鹿児島線の整理番号が205となる[6]。
- 1993年（平成5年）5月11日 - 建設省から、県道永吉入佐鹿児島線が永吉入佐鹿児島線として主要地方道に指定される[7]。併せて整理番号が35に変更になる。[要出典]

## 路線状況

### 重複区間
- 鹿児島県道291号松元川辺線（鹿児島市上谷口町）
- 鹿児島県道210号小山田谷山線（鹿児島市春山町 - 鹿児島市山田町・山田交差点）

## 地理

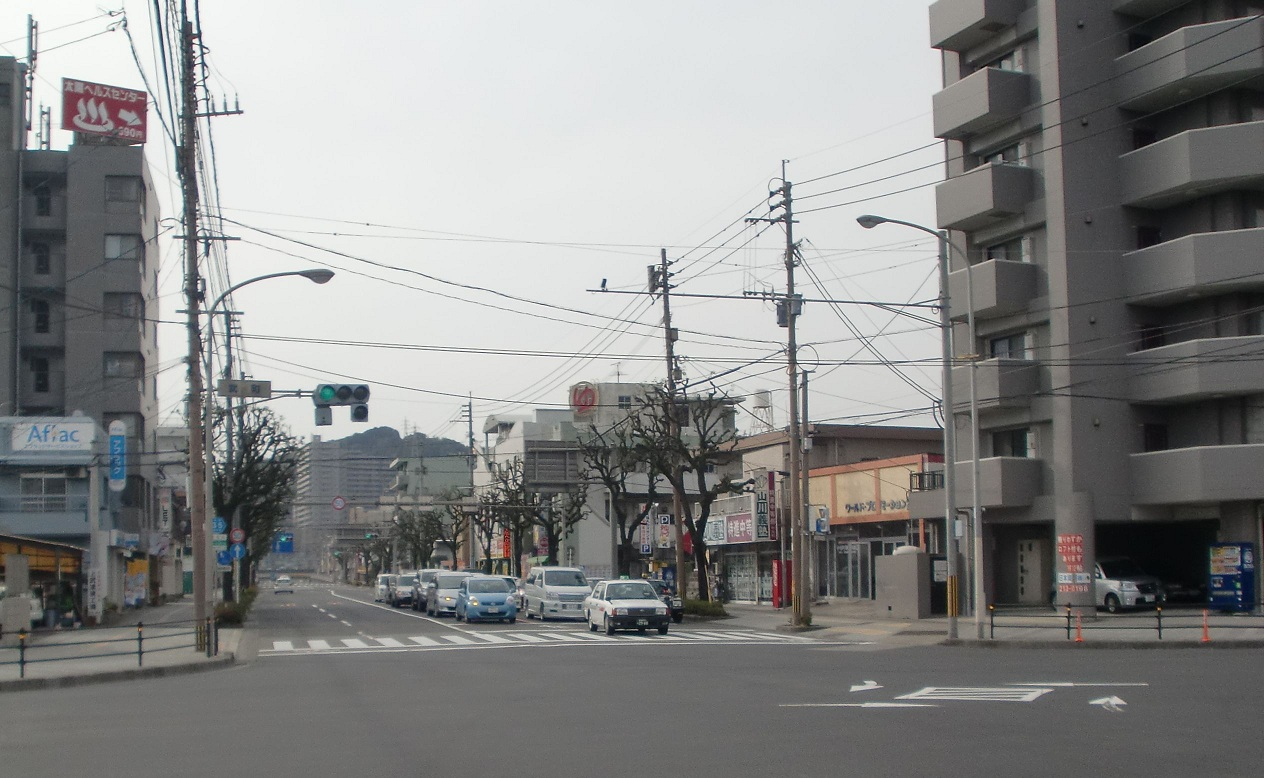
県道35号の終点となる武町交差点

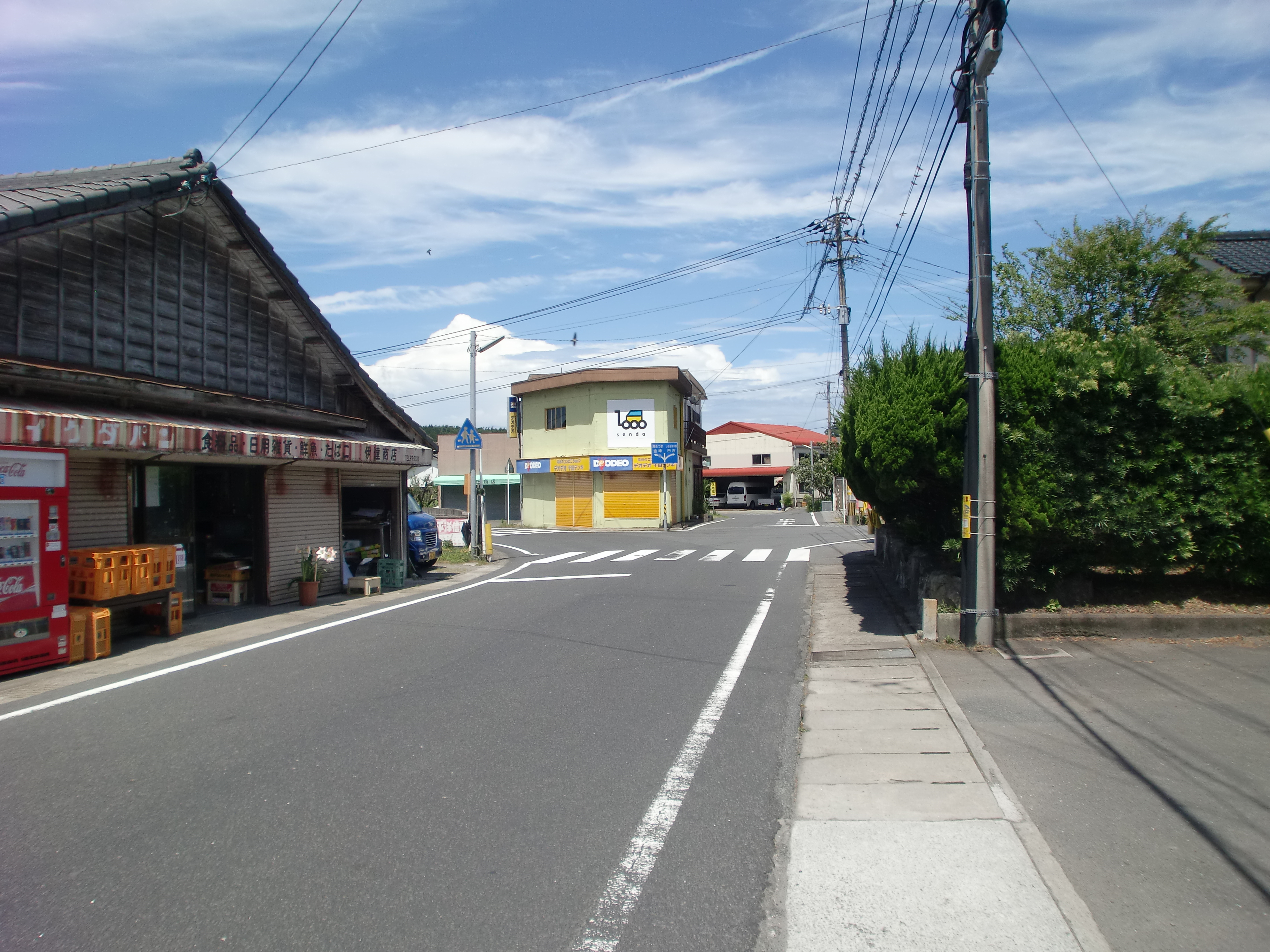
永吉郵便局前から起点方向を望む

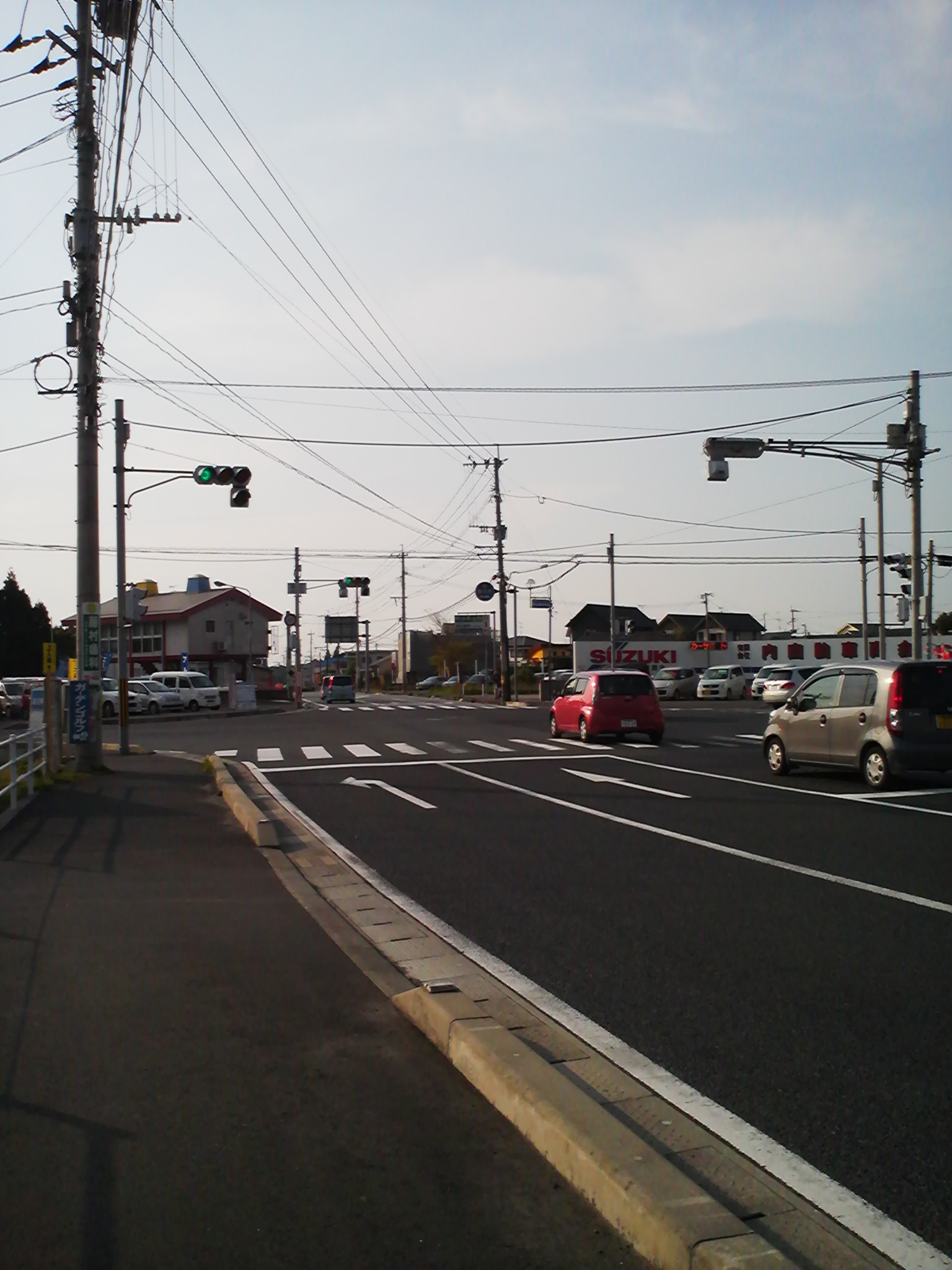
春山交差点（松元方面）。右方向が鹿児島県道210号小山田谷山線、左方向が日置広域農道

### 通過する自治体
- 鹿児島市
- 日置市

### 交差する道路
| 交差する道路                                           | 市町村名 | 交差する場所 | 交差する場所      |
| ------------------------------------------------------ | -------- | ------------ | ----------------- |
| 国道270号                                              | 日置市   | 吹上町永吉   | 永吉交差点 / 起点 |
| 鹿児島県道291号松元川辺線 重複区間起点                 | 鹿児島市 | 上谷口町     |                   |
| 鹿児島県道291号松元川辺線 重複区間終点                 | 鹿児島市 | 上谷口町     |                   |
| 鹿児島県道210号小山田谷山線 重複区間起点               | 鹿児島市 | 春山町       | 春山交差点        |
| 指宿スカイライン（鹿児島県道17号指宿鹿児島インター線） | 鹿児島市 | 山田町       | 山田IC            |
| 鹿児島県道210号小山田谷山線 重複区間終点               | 鹿児島市 | 山田町       | 山田交差点        |
| 鹿児島県道24号鹿児島東市来線                           | 鹿児島市 | 武三丁目     | 武町交差点 / 終点 |

### 交差する鉄道
- 鹿児島本線

### 沿線
- 田上自動車学校
- 鹿児島市立松元中学校
- 鹿児島市立広木小学校
- 鹿児島市立東昌小学校
- 日置市立扇尾小学校
- 日置市立永吉小学校